# Опава (річка)
Опава (чеськ. Opava, пол. Opawa, нім. Oppa) — річка в Сілезії, протікає територією Чехії і чесько-польським кордоном, ліва притока Одри.
Довжина річки — 111 км, площа басейну — 2089 км ². Витоки річки розташовані на схилах хребта Грубий Есенік в місці злиття річок Біла, Середня і Чорна Опава. Річка протікає територією Чеської Сілезії, протягом 25 км утворює кордон з Польщею. Впадає Опава в Одру в Остраві.

## Галерея

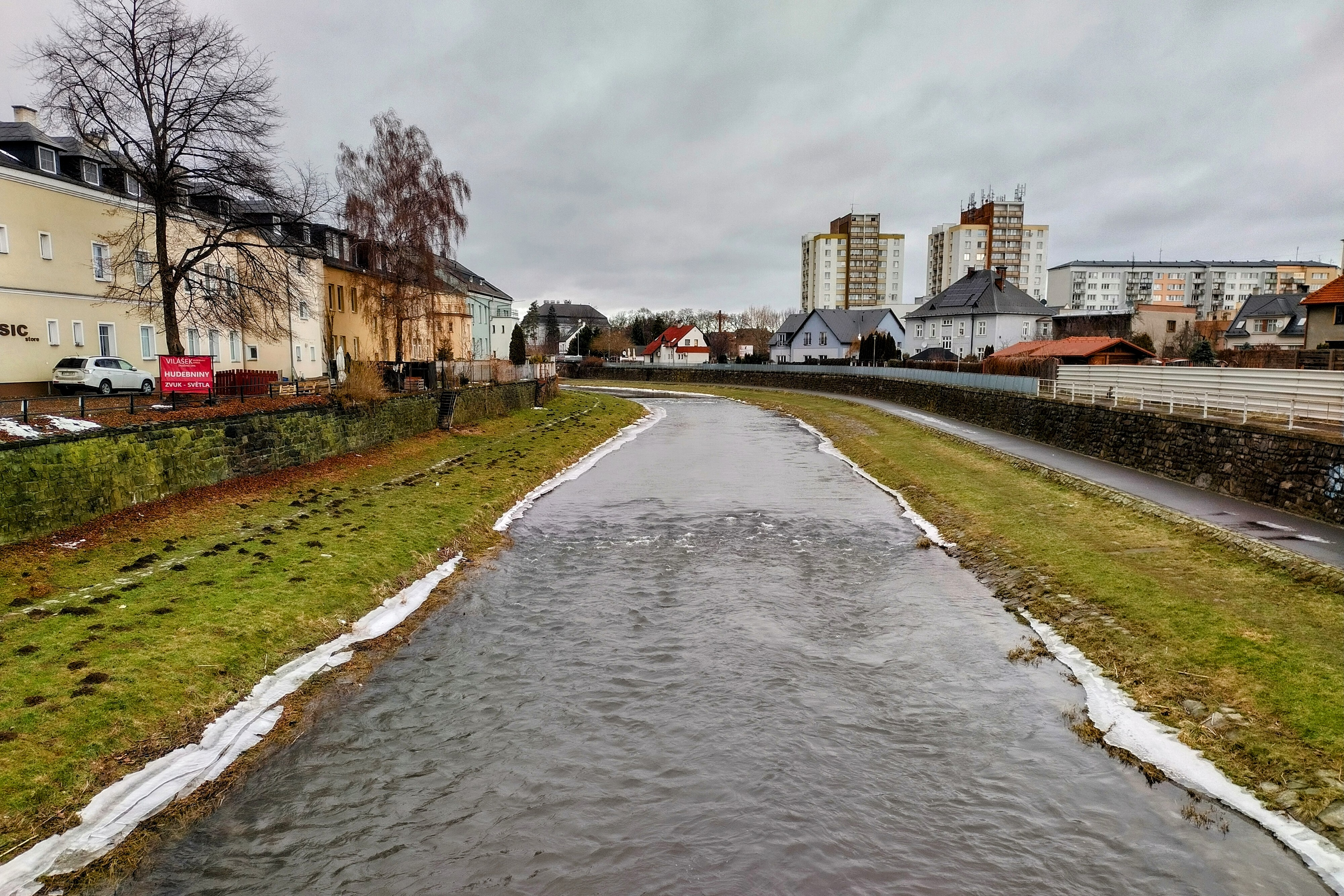
Вигляд з мосту по вул. Ратиборській в Опаві

| Чехія | Це незавершена стаття з географії Чехії. Ви можете допомогти проєкту, виправивши або дописавши її. |

| Річка | Це незавершена стаття про річку. Ви можете допомогти проєкту, виправивши або дописавши її. |

1. 1 2 3 4 5 6 7 8 9 10 11 12 13 14 15 16 17 18 19 20 21 22 23 24 25 26 27 28 29 30 31 32 33 34 35 36 37 38  DIBAVOD — ISSN 0322-8916